# Фагоне, Орацио
Орацио Фагоне (итал. Orazio Fagone, род. 13 ноября 1968, в Катании, Италия) — итальянский шорт-трекист и конькобежец, игрок в следж-хоккей и кёрлинг на колясках. Выступал на Олимпийских играх 1988, 1992, олимпийский чемпион 1994 года в эстафете. Принимал также участие в Паралимпийских играх 2006 года в качестве игрока в следж-хоккей. Четырёхкратный чемпион мира.

## Спортивная карьера
В возрасте 1 года Фагоне вместе с родителями переехал в Турин. С 4 лет начал заниматься катанием на роликах, а в 12 лет перешёл в шорт-трек. В 14 лет он вошёл в состав национальной команды Италии, а в 1987 году на чемпионате мира в Монреале взял две серебряные медали на 1000 метров и в эстафете. 
На Олимпийских играх 1988 года в Калгари Фагоне стал третьим на 1500 метров и вторым в эстафете, но медали не вручались, так как шорт-трек был демонстрационным видом спорта. В том же году на мировом первенстве в Сент-Луисе он всё же выиграл золото в эстафете и стал мировым рекордсменом в беге на 500 метров.
На очередных Олимпийских играх в Альбервиле вместе с командой заняли лишь 8-е место в эстафете, а на 1000 метров был только 24-м.
На третьей своей Олимпиаде в Лиллехаммере Фагоне выиграл свою золотую медаль в эстафете. Потом в течение трёх лет были взлёты и падения, выиграл несколько наград мировых турниров, две из них золотые на чемпионате мира в Гааге на 500 метров и в эстафете.
На первом чемпионате Европы 1997 года в Мальмё  выиграл бронзу в эстафете и в Нагано на чемпионате мира также взял бронзу в эстафете и серебро на 1500 метров. 

## Жизнь после спорта
Строил планы на будущие Олимпийские игры, но 30 мая 1997 года он попал в страшную аварию на мотоцикле. Жизнь спасли, но ампутировали правую ногу, левая нога осталась парализована, он пересел в инвалидную коляску. Во время борьбы с осложнениями дальнейшей операции на ноге родился сын Аарон и для Фагоне начинается подъем. Он возвратился в шорт-трек в качестве технического комиссара национальной сборной, встретил Марфу, своего нового партнера, в мае 2004 года женился, получил государственную ренту для бывших спортсменов. 
После реабилитации начал заниматься кёрлингом на колясках, в составе сборной участвовал в чемпионатах мира 2004—2005 годов, а ещё через время начал играть в следж-хоккей, вместе с командой он участвовал на Паралимпийских играх в Турине. Трёхкратный чемпион Италии с 2005—2007 года по следж-хоккею Фагоне имеет двоих детей.